# سرزمین قبل از تاریخ ۴: سفر از طریق مه
سرزمین قبل از تاریخ ۴: سفر از طریق مه (انگلیسی: The Land Before Time IV: Journey Through the Mists) یک فیلم سینمایی پویانمایی آمریکایی در ژانر موزیکال و فیلم ماجراجویی به کارگردانی روی آلن اسمیت است که در سال ۱۹۹۶ به صورت فیلم ویدئویی منتشر شد.

## بازیگران
- اسکات مکافی
- جان اینگل
- راب پالسن
- جف بنیت
- کنت مارس
- لیندا گری
- کارول بروس
- ترس مک‌نیل
- چارلز دارنینگ
- فرانک ولکر